# Luswishi (Mpongwe)
Luswishi è un ward dello Zambia, parte della Provincia di Copperbelt e del Distretto di Mpongwe.